# Paul Oddo
Pour les personnes ayant le même patronyme, voir Oddo.
Paul Oddo, né le 24 novembre 1917 à Marseille et mort le 21 mars 2000 à Paris, est un officier général français.
Officier de cavalerie rallié en mai 1941 aux Forces françaises libres, Paul Oddo participe aux combats de la France libre. Il est compagnon de la Libération et reçoit plusieurs citations à l'ordre de l'armée.
Il sert ensuite en Afrique du Nord, et dans les états-majors. Il devient général de corps d'armée et inspecteur général de l'arme blindée cavalerie.
Il est également l'oncle de l'homme d'affaires Philippe Oddo.

## Biographie

### Jeunesse et études
Né en 1917, Paul Oddo est fils du médecin Jean Oddo (1890-1970) et petit-fils du médecin Constantin Oddo. Il suit ses études à Marseille, successivement à l'école de Provence, au collège Mélizan, et au lycée Thiers. Reçu au baccalauréat en 1934, il prépare ensuite Saint-Cyr à Marseille puis au lycée privé Sainte-Geneviève de Versailles.
Reçu au concours, il intègre Saint-Cyr en 1937. À sa sortie en 1939, il choisit la cavalerie et est nommé sous-lieutenant au 15e régiment de dragons portés. Ensuite chef de peloton de chars au 1er régiment de cuirassiers, il est blessé en Belgique le 11 mai 1940, au début de la Campagne de France.
Après l'armistice, nommé à Orange, Paul Oddo n'accepte pas la défaite. Il demande et obtient sa mutation au Levant, en novembre 1940, au 35e escadron de Tcherkesses, sous les ordres du colonel Philibert Collet, avec qui il rejoint en mai 1941 les Forces françaises libres.

### Combats de la France libre et de la libération
Paul Oddo devient lieutenant de Spahis en septembre 1941, et prend le commandement d'un peloton d'automitrailleuses. Au sein du groupe de reconnaissance de corps d'armée puis du 1er régiment de marche de Spahis marocains, il participe à la tête de son peloton aux opérations en Libye, en Égypte, en Tunisie. Il s'y distingue lors de plusieurs combats en mars 1943 et avril 1943 avec la « Force L ». Le 14 avril, il engage victorieusement le combat contre des forces supérieures aux siennes. Il devient compagnon de la Libération par décret du 17 avril 1944 au titre de ses actions à la tête de ses spahis.
Il rejoint au Maroc la 2e division blindée naissante, sous les ordres du général Leclerc, alors en formation à Temara. Il passe ensuite en Angleterre et débarque en Normandie le 1er août 1944. Officier dans le 1er RMSM de la 2e DB, il participe aux combats de la libération. Il est de nouveau blessé, à Sélestat en Alsace, le 27 décembre 1944.

### Après la Libération: dans les états-majors
Paul Oddo est capitaine à la fin de la guerre et devient aide de camp du général de Gaulle, puis du général Juin. Ensuite en Grande-Bretagne, il est en 1948 en formation supérieure à l'école de guerre britannique ; nommé à un bureau de l'OTAN, il reste en poste à Londres de 1949 à 1952. Il revient en France, est promu chef d'escadrons, et suit les stages de l'École de guerre. Il participe en 1956 à l'expédition de Suez.
Nommé l'année suivante à l'État-major de la 7e division en Algérie, il devient lieutenant-colonel en 1958 et prend le commandement du 24e dragons au nord de Constantine, puis le commandement du 4e hussards. Gravement blessé par l'explosion d'une mine en juillet 1960, il est rapatrié en France métropolitaine pour de nombreuses interventions chirurgicales à la face.
En 1962, il est nommé colonel au Grand quartier général des puissances alliées en Europe (SHAPE), jusqu'en 1964. Il est alors nommé sous-chef d'état-major des Forces françaises en Allemagne, de 1964 à 1967. Il est ensuite en formation au Centre des Hautes études militaires et à l'Institut de défense nationale.
Nommé en 1969 général de brigade, commandant adjoint de la 7e division, à Mulhouse, il commande ensuite à Marseille la 71e division militaire, de 1971 à 1973, et est promu général de division. En 1974, il devient adjoint au gouverneur militaire de Metz, puis inspecteur général de la cavalerie de 1974 à 1977, en tant que général de corps d'armée, et membre du Conseil supérieur de l'armée de terre.
Admis dans la section de réserve des officiers généraux en 1977, le général Paul Oddo préside de 1986 à 1996 l'Union des blessés de la face et de la tête. Il est aussi membre du Conseil supérieur de l'équitation et président d'honneur des Anciens du 1er RMSM.
Il est mort le 21 mars 2000. Après une messe en son honneur aux Invalides, il a été inhumé à Sainte-Foy-Tarentaise en Savoie.
Il est l'oncle de l'entrepreneur et banquier Philippe Oddo.

## Principales décorations
- Grand-croix de la Légion d'honneur
- Compagnon de la Libération par décret du 17 avril 1944[4]
- Croix de guerre 1939–1945 (8 citations)
- Croix de la Valeur militaire (4 citations)
- Médaille de la Résistance française par décret du 31 mars 1947[8]

## Autres hommages
- La maison de retraite de l'Office national des anciens combattants et victimes de guerre, à Barbazan, porte son nom : « Résidence Général Paul Oddo » ;
- La montée Général Paul Oddo dans le 7e arrondissement de Marseille porte son nom.

## Œuvres
- Les Spahis de la France libre, Vincennes, RHA, 1984.
- Calots rouges et croix de Lorraine, Paris, Carnets Sabretache, 1988 (avec le colonel Willing).